# 安控三雄
安控三雄是台灣安全與消防領域中，於台灣證券交易所股票上市的三大知名業者之合稱；這些業者通常會被台灣的法人稱為「高配息股」，但實質上是以「公司營收與獲利」作為新聞媒體判斷的基準。
2011年以前安控三雄由崇越科技、陞泰科技與奇偶科技組成；2012年起則由晶睿通訊取代崇越科技的地位。

## 資料來源
1. ↑  馬自明. . 台北市: 財訊. 2012-12-03  [2021-10-25]. 原始内容存档于2021-10-27.
2. ↑  曹佳琪. . 證券市場 (工商時報). 2005-12-15: C3.
3. ↑  鄭淑芳. . 上市上櫃一版 (工商時報). 2014-09-15: B3  [2021-10-27]. 原始内容存档于2021-10-26.
4. ↑  林正智. . 證券新聞 (自由時報). 2006-07-13: C5  [2021-10-27]. 原始内容存档于2021-10-28.
5. ↑  王皓正. . 上市上櫃公司二版. 2012-02-02: C5.